# Предноазиатски планински земи
Предноазиатските планински земи са обширна и дълга планинска система, съставена от група от планински земи в Западна Азия, разположена на териториите на Турция, Ирак, Иран и Афганистан. Простират се от запад на изток почти на 1000 km, ширина от 600 до 1500 km и обща площ над 3,5 млн. km². В състава си включват Малоазиатската, Арменската и  Иранската планински земи. На запад в Арменската планинска земя и на изток, близо до Памир, северните и южните крайни планински вериги се сближават и образуват т.нар. нахълмени гънки. Вътрешните части на Предноазиатските планински земи са заети от плата високи 1000-2000 m, които често са безотточни и са заобиколени от планини с височина 2000-4000 m. Външните по-влажни склонове на тези планини са покрити с гори и храсти, а вътрешните склонове и плата имат пустинно-степен облик. Климатът е предимно субтропичен, континентален, със сухо и горещо лято, прохладна зима и влажна пролет. Значителни летни валежи има само по източните части на Иранската планинска земя, които са обусловени от индийските мусони, и по приморските северни склонове на периферните хребети. През зимата във вътрешните райони се наблюдават отрицателни температури и снеговалежи. В растителната покривка преобладават храстовите степни и пустинни формации, развити върху скелетни почви. Господстващите ландшафти са сухите субтропици, на юг – сухите тропици, а на места по външните склонове на планините – влажните субтропици.